# DB 4880
De DB 4880 is een spoorlijn van DB Netz tussen Eutingen im Gäu en Hausach. Voor meer informatie zie de artikelen over de deeltrajecten:
- Eutingen im Gäu - Freudenstadt
- Freudenstadt - Hausach